# Islám v Německu

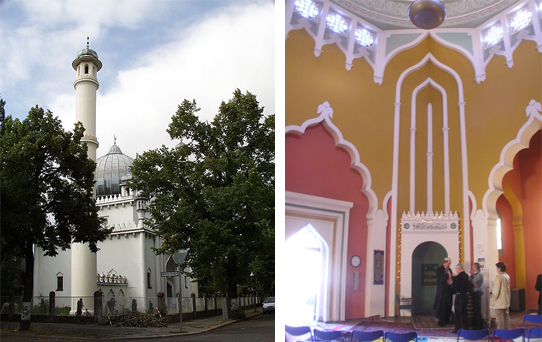
Wilmersdorfská mešita v Berlíně

Vzhledem k pracovním migracím od 60. let a několika uprchlickým vlnám od 70. let se stal islám v Německu viditelným náboženstvím. Podle sčítání lidu provedeného v roce 2011 se 1,9 % německého obyvatelstva (asi 1,5 mil. lidí) považuje za muslimy. Nicméně je pravděpodobné, že jde o podhodnocený údaj vzhledem k tomu, že mnoho respondentů využilo své právo své náboženství při sčítání neuvést a skutečné číslo je vyšší. Odhady z roku 2009 hovoří o 4,3 milionech muslimech v Německu (5,4 % obyvatelstva), z nichž má 1,9 mil německé občanství (2,4 %). K roku 2006 bylo v Německu asi 15 000 konvertitů německého původu. Podle německého statistického úřadu má 9,1 % všech novorozenců v Německu muslimské rodiče. Jednou ze zastřešujících muslimských organizacích v Německu je např. Ústřední rada muslimů v Německu.

## Demografie
Islám je největší náboženskou menšinou v zemi, přičemž protestantské a římskokatolické vyznání jsou většinová náboženství. Většina muslimů v Německu je tureckého původu (63,2 %) následovaná menšími skupinami z Pákistánu, zemí bývalé Jugoslávie, arabských zemí, Íránu a Afghánistánu. Většina muslimů žije v Berlíně a větších městech bývalého Západního Německa.
Na rozdíl od většiny ostatních evropských zemí existují značné muslimské komunity i v některých venkovských oblastech Německa, zejména Bádensku-Württembersku, Hesensku, částech Bavorska a Severního Porýní-Vestfálska.
Před rokem 1989 prakticky neexistovala migrace do NDR a na jejím území tak žije muslimů velmi málo. Většinu muslimů v Německu tvoří sunnité (cca 75 %). Dále se zda nachází ší'ité (7 %), většinou z Íránu a přívrženci větvě ahmadíja (1 %), povětšinou z Pákistánu. Většina tureckých muslimů jsou sunnité, ale něco mezi pětinou a čtvrtinou z nich představují Alevité.

## Historie

### 20. století
První mešita byla vybudována ve Wünsdorfu (v rámci zajateckého tábora v průběhu první světové války, ta však byla roku 1928 stržena. Nová byla postavena roku 1930 příslušníky hnutí ahmadíja v Berlíně-Wilmersdorfu a architektonicky připomíná známou stavbu Tádž Mahal.

#### Třetí Říše

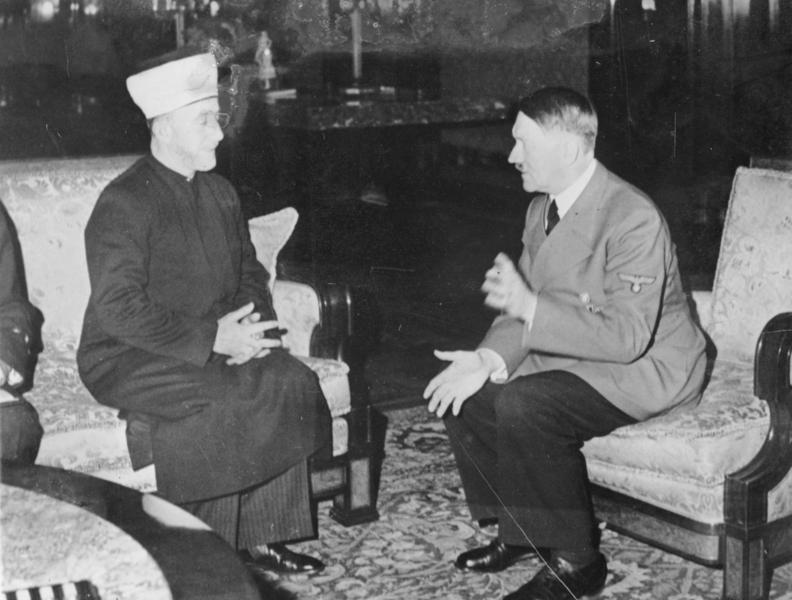
Amín al-Husajní a Adolf Hitler (prosinec 1941).

Po vzestupu nacismu v Německu se muslimové terčem nestali. Pochvalně se o islámu a muslimech vyjadřoval sám Adolf Hitler. Opakovaně vyslovil názor, že by byl islám s "germánskou rasou" daleko lépe slučitelný, než "tiché" a "slabé" křesťanství:
| „ | Kdyby Karel Martel u bitvu u Poitiers nevyhrál [...], pak bychom s největší pravděpodobností konvertovali k mohamedánství - kultu, který oslavuje hrdinství a otevírá sedmé nebe pro samé smělé bojovníky. Pak by germánská rasa dobyla svět | “ |

Hitlerův důvěrník Albert Speer citoval podobná Hitlerova prohlášení: „Muslimské náboženství by pro nás bylo o mnoho přijatelnější než křesťanství. Proč to muselo být křesťanství se svou pokorou a ochablostí?“
Velký jeruzalémský muftí Amín al-Husajní energicky muslimy verboval pro jednotky SS (Schutzstaffel). Povedlo se mu pro německé ozbrojené síly získat mnoho dobrovolníků a byl zapojen do organizace divizí Waffen SS či arabského legionu.

### 21. století

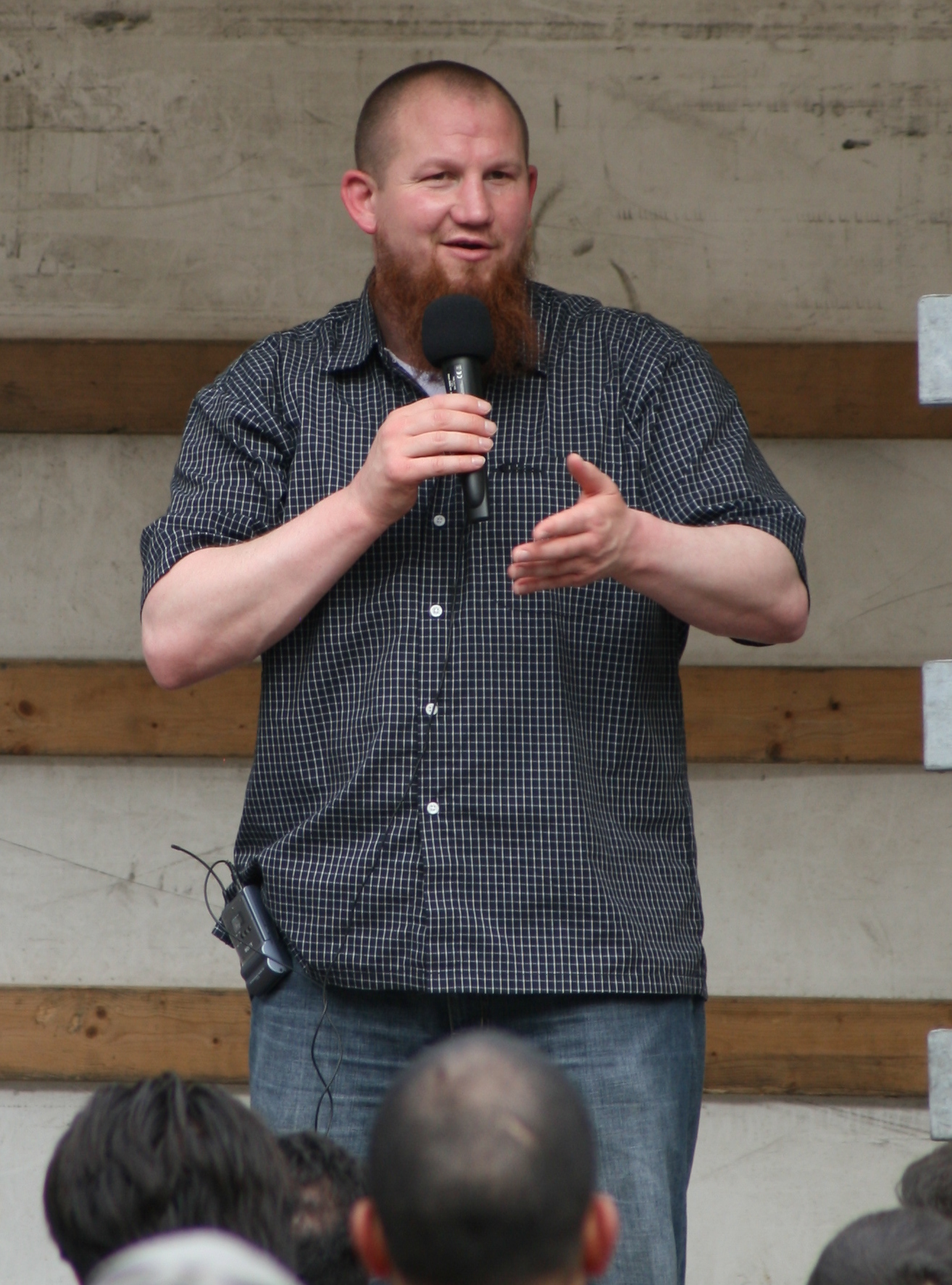
Přední německý salafista Pierre Vogel

#### Evropská migrační krize a rostoucí vliv salafismu
Podle průzkumu z roku 2012 72 % německých Turků věří, že islám je jediná správná víra a 46 % si přeje, aby jednoho dne bylo v Německu více muslimů než křesťanů. V současné době je Německo zmítáno migrační krizí a roste počet muslimských imigrantů. Dále je v Německu rozšířeno radikální salfistické hnutí. Ohledně podezření z možné podpory terorismu policie uzavřela mešitu ve Stuttgartu.
Během evropské migrační krize dorazilo v roce 2015 přes milion migrantů. Převážná část se dostala právě do Německa a problémy na sebe nenechaly dlouho čekat. Během silvestrovské noci byla v Kolíně nad Rýnem spousta žen a dívek hromadně okradena a sexuálně napadena přistěhovalci převážně severoafrického a arabského vzhledu. Policie a média o incidentech i původu útočníků nejprve mlčela a sklidila ostrou kritiku. Později byly hlášeny podobné útoky i z dalších měst jako Stuttgart, Hamburk a Düsseldorf. Do 21. ledna bylo podáno 821 trestních oznámení a policie vyšetřuje 30 lidí. K incidentům se vyjádřil i kolínský salafistický imám Sami abú Jusúf, který napadené ženy obvinil, že si za útoky mohou samy.
V roce 2016 došlo k několika teroristickým akcím, např. zradikalizovaná šestnáctiletá dívka zaútočila nožem na policistu a zranila jej, dále mladý Afghánec brutálně napadl cestující ve vlaku v Bavorsku, či k odpálení neúspěšného syrského žadatele o azyl v bavorském městě Ansbach. 19. prosince 2016 byl proveden útok kamionem na vánočních trzích v Berlíně.
Problémy přetrvávají i ve 20. letech 21. století, kdy je několik německých měst terorizováno muslimskými migranty jako např. saské Plavno, kde v centru města dochází k pravidelným bitkám mezi migranty, kde nechybí ani železné tyče nebo obtěžují kolemjdoucí atd. Dalším městem trpícím terorem ze strany migrantů je bavorské Řezno, které se stalo magnetem pro kriminální živly, především z řad tuniských migrantů. Dochází zde k loupežím za bíleho dne nebo ke znásilňování.

#### Varující zprávy Spolkového kriminálního úřadu (2017)
Na konci ledna roku 2017 se objevila varující zpráva, opírající se o tvrzení Spolkového kriminálního úřadu (BKA), hovořící o možném teroristickém útoku chemikáliemi v Německu. Dále také BKA poskytl tvrzení, dle kterého je v zemi zhruba 570 islamistů, představujících nebezpečí pro německou společnost.
V červnu roku 2017 bylo oznámeno, že se v Německu neznámo kde nachází 351 islamistů, na něž byl vydán tamními úřady zatykač.

#### Zavedení islámských svátků v Německu (2017)
V říjnu roku 2017 přišel Thomas de Maizière (CDU), německý ministr vnitra, ve Wolfenbüttelelu s návrhem zavedení islámských svátků v Německu, což se avšak setkalo s kritikou i ve vlastních řadách (např. u Alexandera Dobrindta). Martin Schulz (SPD) by byl naproti tomu ochoten o tomto návrhu přemýšlet.
3. října roku 2023 proběhl Den otevřených mešit.
O popsaných skutečnostech informoval v říjnu roku 2023 i Náboženský infoservis.

## Zahalování v Německu

### Žaloba na školský úřad (2015–)
V roce 2017 konstatoval správní soud v Osnabrücku na základě žaloby muslimské učitelky z roku 2015, že se nejednalo o diskriminaci, když jí nebylo ve škole umožněno vyučovat v šátku, a proto její žádost o odškodné, byť nepravomocně, zamítl.

## Vliv Blízkého východu
Dle zprávy Spolkové zpravodajské služby (BND) a Spolkového úřadu pro ochranu ústavy (BfV) z roku 2016 vyplývá, že jsou němečtí salafisté hojně podporováni organizacemi ze Saúdské Arábie, Kataru a Kuvajtu, a to hlavně prostřednictvím saúdskoarabské Světové muslimské ligy, kuvajtské společnosti Oživení islámského dědictví (The Revival of Islamic Heritage Society; RIHS) a katarské Charitativní nadace šajch íd.

### Oživení islámského dědictví (RIHS)
Společnost Oživení islámského dědictví je ve Spojených státech amerických a Ruské federaci na listině podporovatelů teroristických skupin, je zde zakázaná, v Evropě avšak svoji činnost vyvíjí.

## Hnutí a proudy
Kromě Ústřední rady muslimů je další hlavní sdružující organizací Deutsche Islam Konferenz. Ta však sdružuje asi jen čtvrtinu všech německých muslimů
V Německu je množství tureckých muslimů, sdružených většinou v organizaci Turecko-islámská unie pro náboženské záležitosti (DITIB), jež je napojena na turecký náboženský úřad (Diyanet), takže imámové v mešitách, které svazu patří, jsou vzděláváni v Turecku a placeni tureckým státem, což je považováno za skryté nebezpečí pro německý stát. Největší jejich mešita stojí v Kolíně nad Rýnem.
Zajímavým společenstvím je Ibn-Rushd-Goethe-Moschee, liberální islámské společenství, kde kážou také ženy.

## Galerie mešit

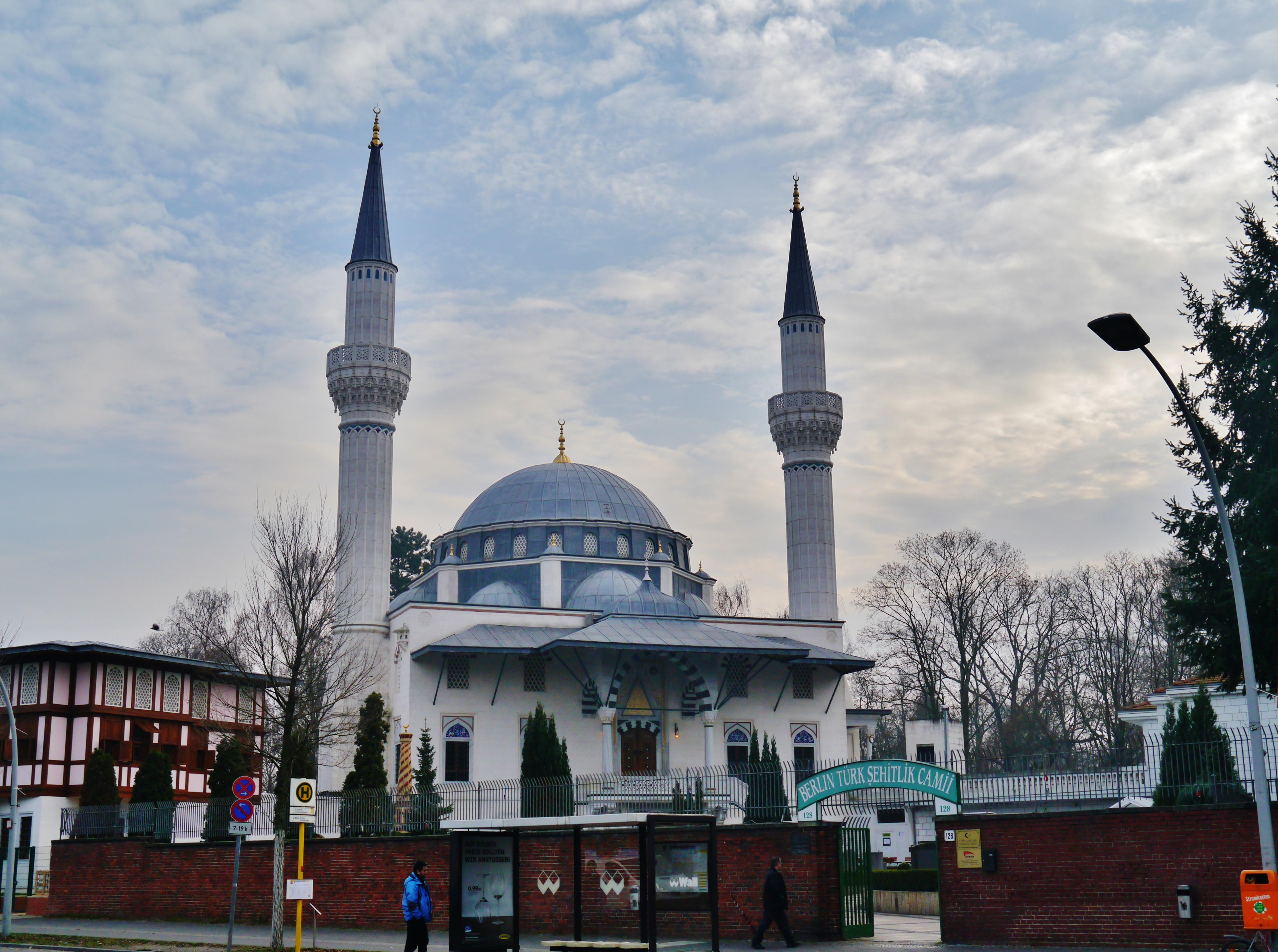
Mešita v Berlíně
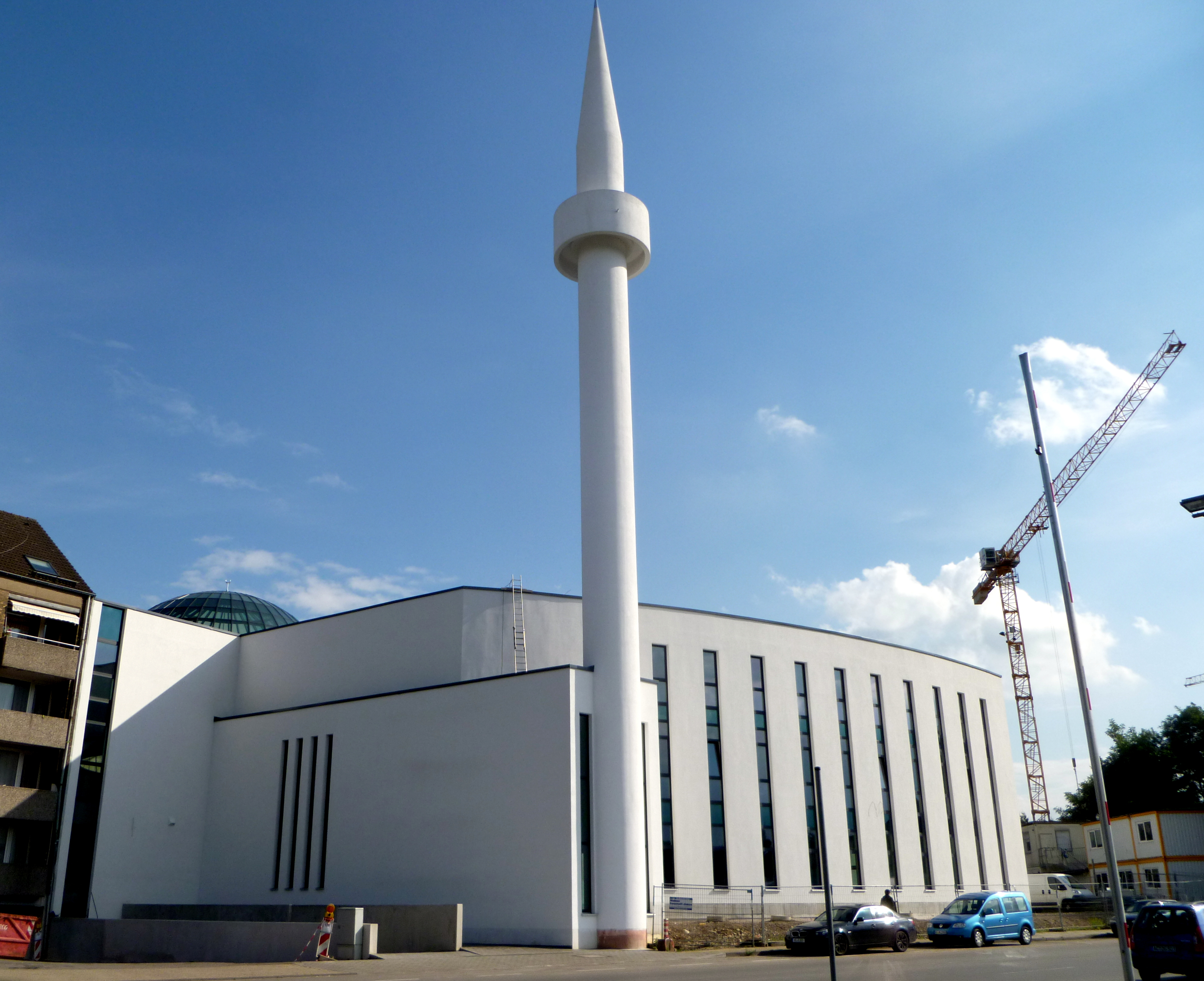
Mešita v Cáchách
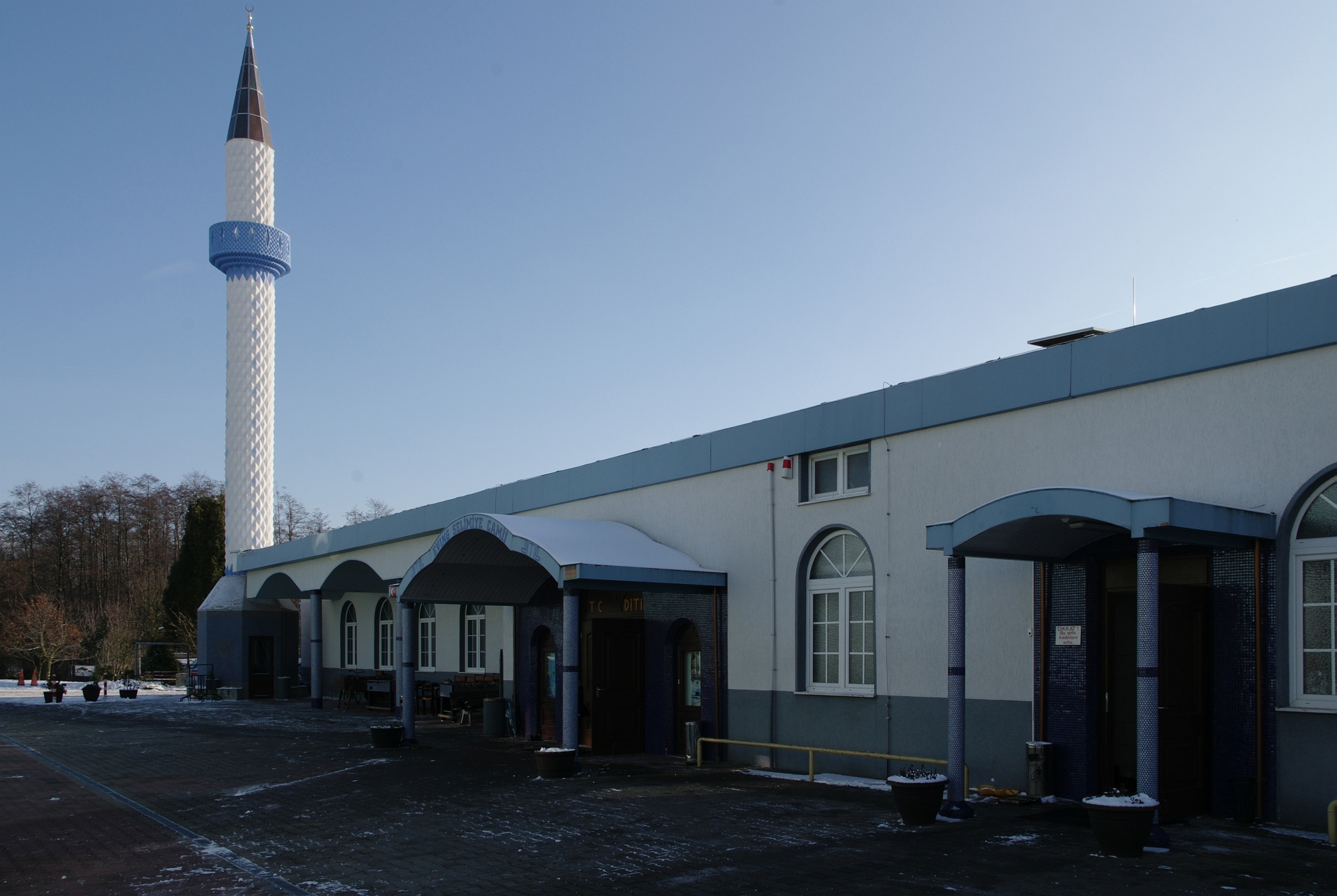
Mešita v Dortmundu
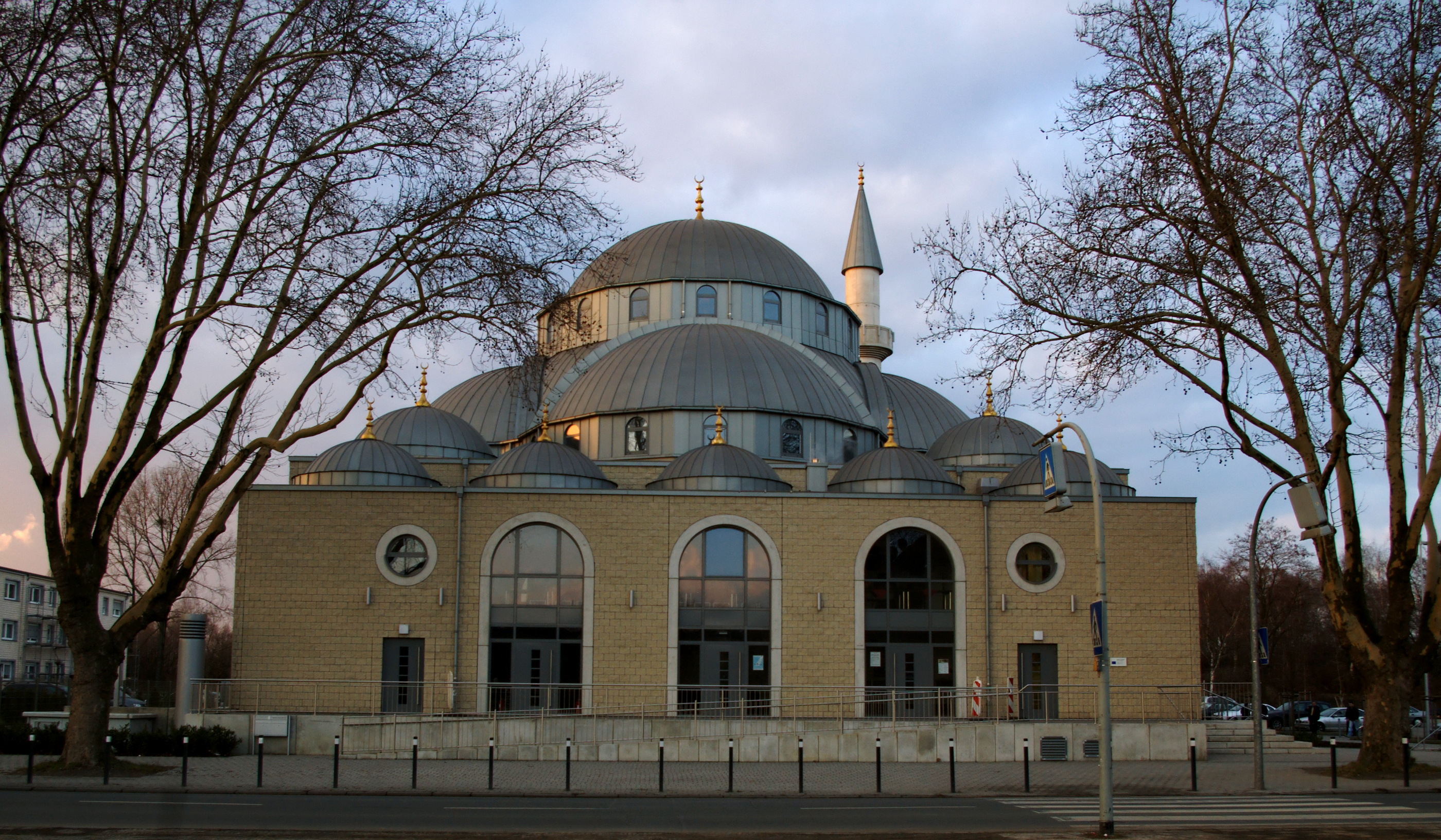
Mešita v Duisburgu
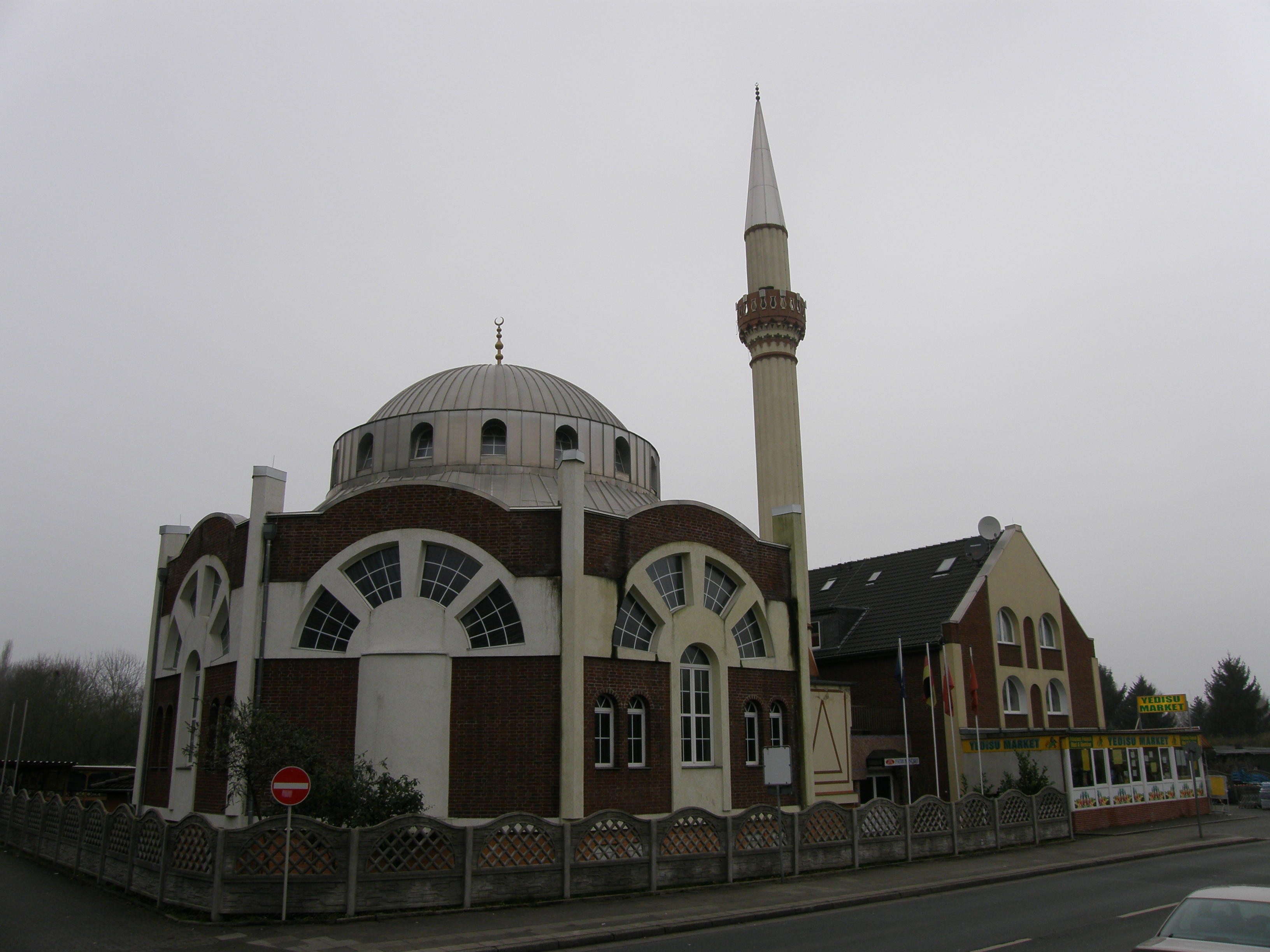
Mešita v Essenu
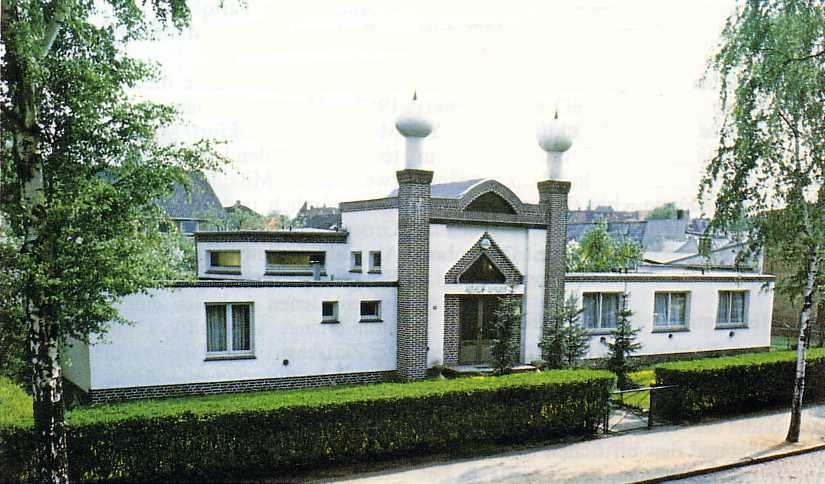
Mešita v Hamburku
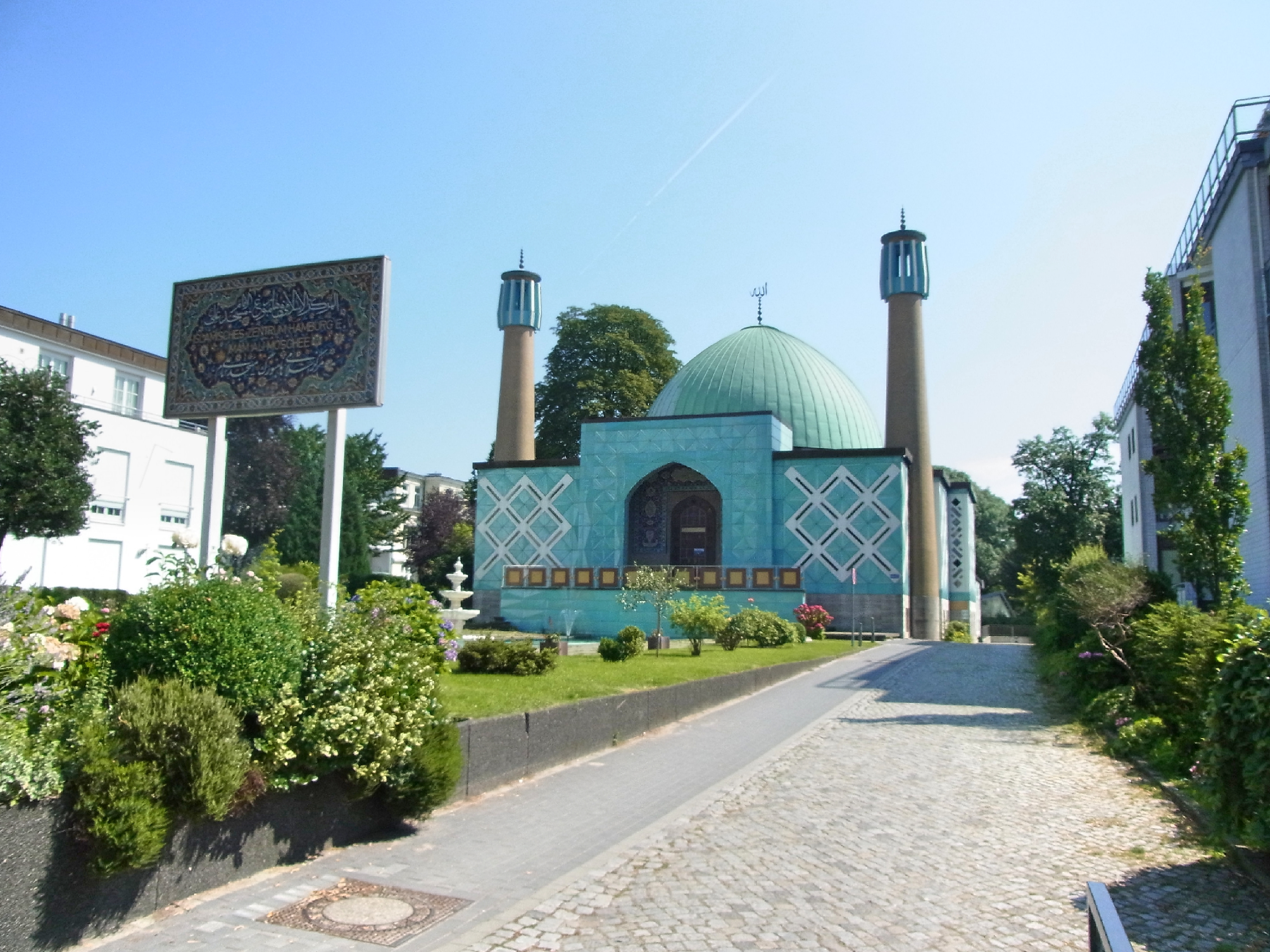
Mešita v Hamburku